# Équipe de Chine féminine de basket-ball à trois
Cet article traite de l'équipe féminine de basket-ball à trois. Pour l'équipe masculine de basket-ball à trois, voir Équipe de Chine masculine de basket-ball à trois.
Maillots
L’équipe de Chine de basket-ball à trois est la sélection qui représente la Chine dans les compétitions internationales féminines de basket-ball à trois.

## Histoire

### 2021
L'équipe de Chine se qualifie pour les Jeux olympiques de Tokyo au tournoi de qualification olympique de Graz (Autriche) qui a lieu du 26 au 30 mai 2021. La Chine termine les Jeux avec une médaille de bronze.

## Résultats

### Palmarès
| Compétitions mondiales                                                                         | Compétitions continentales                                                                   |
| ---------------------------------------------------------------------------------------------- | -------------------------------------------------------------------------------------------- |
| - Jeux olympiques - Troisième en 2020 - Coupe du monde - Vainqueur en 2019 - Finaliste en 2022 | - Coupe d'Asie (1) - Vainqueur en 2022 - Finaliste en 2018 - Troisième en 2017, 2023 et 2025 |

### Parcours en compétitions internationales

#### Jeux olympiques
| Année | Position  |      | Année | Position |
| 2020  | Troisième | 2028 | -     |          |
| 2024  | 6e        | 2032 | -     |          |

#### Coupe du monde
| Année | Position      |              | Année     | Position |
| 2012  | Non qualifiée | 2019         | Vainqueur |          |
| 2014  | 11e           | 2022         | Troisième |          |
| 2016  | 10e           | 2023         | 4e        |          |
| 2017  | 17e           | Pays inconnu | -         |          |
| 2018  | 4e            | Pays inconnu | -         |          |